# Them Bones
«Them Bones» es una canción de la banda de grunge Alice in Chains que se lanzó como segundo sencillo de su segundo álbum, Dirt (1992). El tema también fue incluido en los álbumes de compilación Nothing Safe: Best of the Box (1999), Music Bank (1999), Greatest Hits (2001) y The Essential Alice in Chains (2006). Una presentación en vivo se incluyó en Live.

## Estructura
La canción fue escrita por el guitarrista Jerry Cantrell. La canción es muy cromática y se toca en un compás de 7/8-excepto para el coro, que está en 4 / 4. Sobre el extraño uso del compás en una entrevista de 1998 con Guitar World, Cantrell dijo:
"Realmente no sé de dónde vino, sino que simplemente fue algo natural para mí. Podría sentarme y pensarlo, pero ¿de qué sirve? Las cosas fuera de tiempo son simplemente mas emocionantes - toma a la gente por sorpresa cuando cambias la marcha asi, incluso antes de que sepan que demonios era eso. También es efectivo cuando aminoras algo y luego lo aceleras. Un montón de cosas de Alice ha sido escrito de esta manera - "Them Bones" es una gran canción fuera de tiempo. "

### Letra
En el libreto de la recopilación de 1999 Music Bank, Cantrell dijo de la canción:
"Estaba pensando acerca de la mortalidad, que uno de estos días vamos a terminar como una pila de huesos. Es un pensamiento para cada ser humano, tanto si crees en una vida después o que cuando mueres se termina todo. El pensamiento que todas las cosas bellas y el conocimiento y las experiencias que has pasado se acaban cuando tu te acabas me asusta. La idea de que al cerrar los ojos para siempre, se va para siempre. "

### Recepción
"Them Bones" fue lanzado como sencillo en 1992 y alcanzó el puesto número 24 en el Billboard Mainstream Rock Tracks y en el número 30 en el Billboard Modern Rock Tracks. El sencillo fue lanzado en Reino Unido marzo de 1993. "Them Bones" alcanzó el top 30 en Reino Unido y de Irlanda.
Ned Raggett de Allmusic dijo que la canción es "un escrito, con una fuerte explosión de la herida, ineludible al poderoso y simple riff, centrado y sin tregua" y agregó que " de haber hecho su punto en dos minutos y medio - no se pierde una nota."

### Vídeo musical
El video musical de "Them Bones" fue lanzado en 1992 y fue dirigido por Rocky Schenck, que había dirigido anteriormente el vídeo musical de "We Die Young", y que más tarde dirigiría los videos musicales de "What the Hell Have I" y "Grind". El video está disponible en el lanzamiento del DVD "Music Banck: The Videos".

### En el medio
Una versión está disponible en el videojuego Guitar Hero 2 y la versión original en la secuela Guitar Hero: Smash Hits. La canción también está presente en Rockstar Games y en Grand Theft Auto: San Andreas es tocada en la estación del juego Radio X. En el videojuego Doom II existe un soundtrack basado en esta canción llamado Bye Bye American Pie. También aparece en el videojuego True Crime: Streets of LA de Activision.

### Lista de canciones
1. "Them Bones" – 2:30
2. "Dam That River" – 3:09
3. "Rain When I Die" – 6:01

### Personal
- Layne Staley – Cantante
- Jerry Cantrell – voz, Guitarra
- Mike Starr – Bajo
- Sean Kinney – Batería

Producción
- Producción y mezcla por Dave Jerden